# Zlatko Petrov
Zlatko Petrov  (Bulgaars: Златко Петров) (Teteven, 11 maart 1982) is een Bulgaars profvoetballer. Hij speelt sinds 2012 als middenvelder voor Lokomotiv Plovdiv.

## Clubvoetbal
Zlatko Petrov begint te voetballen in zijn geboorteplaats bij Olimpik Teteven, maar al snel wordt zijn talent opgemerkt door de Bulgaarse club Tsjerno More Varna. Voor deze club komt hij twee seizoenen uit. In 2002 wordt hij aangetrokken door het Roemeense Otelul nadat hij excelleerde in de oefenwedstrijd tegen hetzelfde Otelul. In zijn derde seizoen wint hij de speler van het jaar van Otelul. In 4 seizoenen weet hij zich te ontwikkelen tot een belangrijke speler voor de club als controlerende middenvelder. Dat blijft ook in zijn moederland niet onopgemerkt. In de zomer van 2006 wordt hij dan ook voor € 2.000.000,- overgenomen door CSKA Sofia In zijn eerste seizoen heeft hij het echter zeer zwaar in Sofia en hij zit dan ook vaker op de bank dan dat hij in het veld staat. Een jaar nadat hij werd gekocht door CSKA Sofia wordt hij dan ook weer verkocht. Voor de helft van de aankoopprijs vertrekt hij naar Liteks Lovetsj. Hier speelt hij erg goed en na de winterstop is hij dan ook aanvoerder van Liteks Lovetsj. Met Petrov als aanvoerder wordt Liteks Lovetsj vierde in de competitie. In de zomer is er dan ook sprake van dat Petrov weer terug zou gaan naar Sofia om opnieuw bij CSKA Sofia te gaan spelen. Maar Zlatko toont zijn loyaliteit en blijft bij Liteks Lovetsj. Na de winter gaat het steeds beter met Litex en uiteindelijk eindigt de ploeg op de vierde plaats. Het absolute hoogtepunt van het seizoen is de met 3-0 gewonnen bekerfinale tegen Pirin Blagoëvgrad. Petrov speelt in deze wedstrijd 80 minuten mee en stond aan de basis van de 2-0. Door de bekerwinst speelt Litex Lovech dit seizoen in de Europa League. In de zomer is er nog wel interesse van enkele clubs, waaronder Rode Ster Belgrado, maar Zlatko Petrov heeft het goed naar zijn zin bij Litex en hij besluit nog minimaal een jaar te blijven. Het seizoen 2009/2010 wordt er één met pieken en dalen voor Petrov. Al vroeg in het seizoen raakt hij geblesseerd waardoor hij lang langs de kant moet zitten. Hierdoor mist hij ook de Europese ontmoeting met BATE Borisov. Met Litex Lovech gaat het erg goed en als Petrov terugkomt in het team staan ze al aan kop. Met Petrov terug in de basis gaat het alleen maar beter draaien bij Litex, langzaam maar zeker worden de concurrenten op achterstand gezet, zo wordt Litex al enkele speelrondes voor het einde kampioen.
In de zomer melden enkele clubs zich voor Petrov, lange tijd lijkt het niet tot een transfer te komen, totdat Shandong Luneng zich vlak voor het verstrijken van de transferperiode meldt. Petrov ziet het avontuur in China wel zitten en besluit Litex Lovech na drie seizoenen te verlaten. Litex ontvangt nog wel 1,5 miljoen euro voor de middenvelder.
Eenmaal in China aangekomen neemt Shandong al snel de koppositie stevig in handen en geeft deze niet meer weg. Zo wordt Petrov voor de tweede keer op rij landskampioen.
Een seizoen later gaat het allemaal wat minder met Shandong en al snel belandt Petrov op de bank. Hier komt hij gedurende het seizoen niet meer vanaf waarop hij besluit zijn biezen te pakken en terug te gaan naar Bulgarije om te gaan spelen voor Lokomotiv Plovdiv.

## Statistieken
| seizoen   | club               | land               | competitie                                | wed. | goals |
| --------- | ------------------ | ------------------ | ----------------------------------------- | ---- | ----- |
| 1998/1999 | Olimpik Teteven    | Vlag van Bulgarije | Professional B Football Group             | 20   | 2     |
| 1999/00   | Olimpik Teteven    | Vlag van Bulgarije | Professional B Football Group             | 25   | 6     |
| 2000/01   | Tsjerno More Varna | Vlag van Bulgarije | Professional A Football Group             | 15   | 1     |
| 2001/02   | Tsjerno More Varna | Vlag van Bulgarije | Professional A Football Group             | 26   | 4     |
| 2002/03   | Otelul             | Vlag van Roemenië  | Liga 1                                    | 15   | 2     |
| 2003/04   | Otelul             | Vlag van Roemenië  | Liga 1                                    | 23   | 4     |
| 2004/05   | Otelul             | Vlag van Roemenië  | Liga 1                                    | 31   | 8     |
| 2005/06   | Otelul             | Vlag van Roemenië  | Liga 1                                    | 33   | 6     |
| 2006/07   | CSKA Sofia         | Vlag van Bulgarije | Professional A Football Group             | 8    | 0     |
| 2007/08   | Liteks Lovetsj     | Vlag van Bulgarije | Professional A Football Group             | 29   | 5     |
| 2008/09   | Liteks Lovetsj     | Vlag van Bulgarije | Professional A Football Group             | 32   | 7     |
| 2009/10   | Liteks Lovetsj     | Vlag van Bulgarije | Professional A Football Group             | 16   | 5     |
| 2010      | Shandong Luneng    | Vlag van China     | Chinese Football Association Super League | 4    | 2     |
| 2011      | Shandong Luneng    | Vlag van China     | Chinese Football Association Super League | 9    | 1     |
| 2011/12   | Lokomotiv Plovdiv  | Vlag van Bulgarije | Professional A Football Group             | 12   | 7     |